# Dani Litani

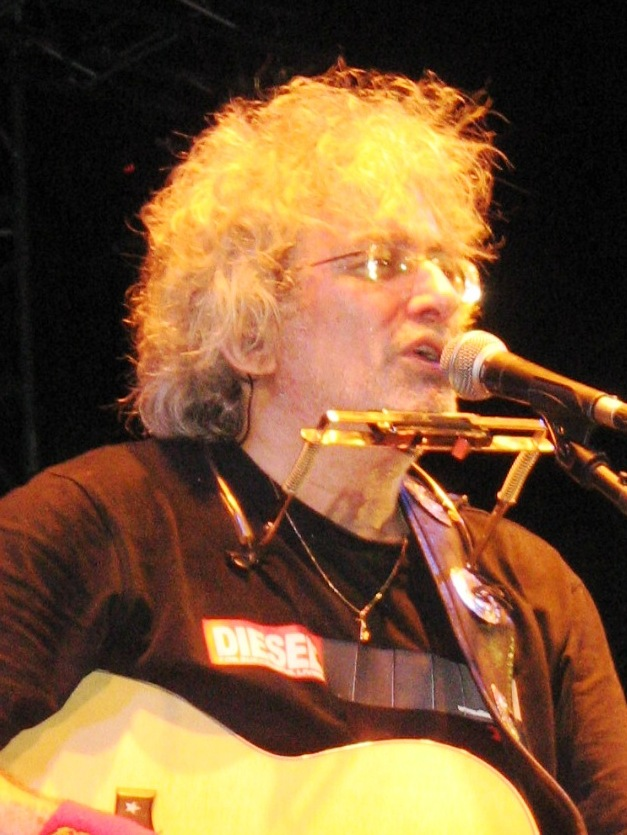
Dani Litani

Dani Litani, auch Danny Litani, Danny Litany (hebräisch דני ליטני), eigentlich Dan Litowski (hebräisch דן ליטובסקי), (geb. 30. Juni 1943 in Haifa) ist ein israelischer Musiker und Schauspieler.

## Leben und Karriere
Er wurde in Haifa mit dem Namen Dan Litowski geboren. Im Alter von sechs Jahren begann er mit dem Klavierspiel. Er wuchs in Jerusalem auf und lebte danach in den Kibbuzim En haSchofet und Scha’ar HaAmakim, wo er Akkordeon und Gitarre spielen lernte.
Mit 17 Jahren kehrte er nach Haifa zurück und begann in dieser Zeit Blues und Soul zu hören. Dort gründete er die Band ha-Krischim (הכרישים; dt.: Haie). Nach dem Militärdienst gründete er die Band ha-Rawakim (הרווקים; dt.: Junggesellen).
Als Schauspieler trat er zur gleichen Zeit am Theater in Haifa in den Stücken Goldene Tage (יָמִים שֶׁל זָהָב, Jamin schel sahaw), Er ging durch die Felder (הוא הלך בשדות, hu halach bisdot), Hersch Ostropoler (הרשלה מאוסטרופולי) und Richard III. auf.

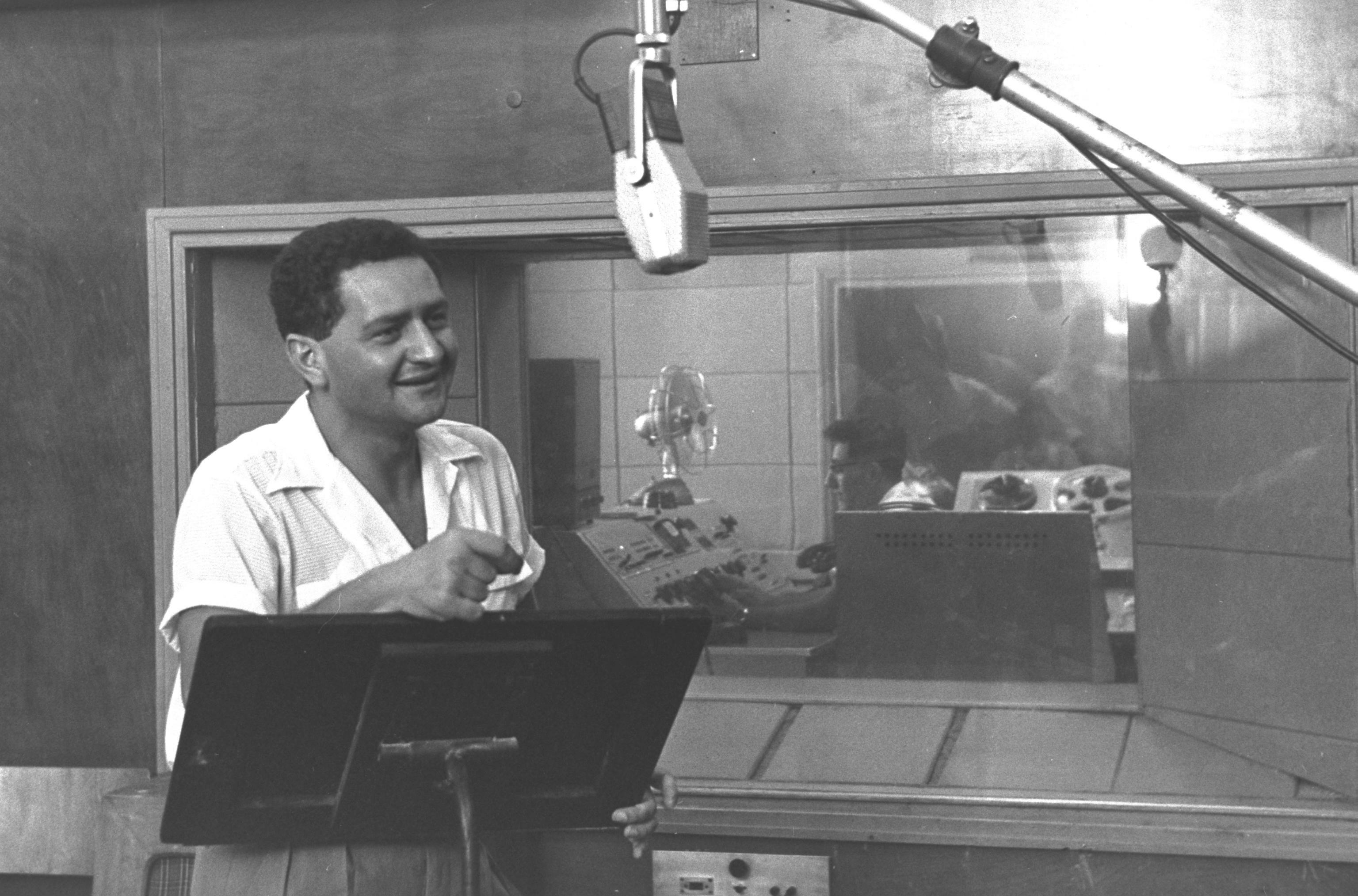
Shimon Israeli

Nach dem Sechstagekrieg wandelte sich die Band ha-Rawakim zu einer professionellen Band und war im Radioprogramm, das von Shimon Israeli geleitet wurde, zu hören. Die Band änderte nun ihren Namen in ha-Namer ha-Norai (הנמר הנוראי; dt.: Der schreckliche Leopard). Der Band traten nun Jackie Hirsch (ג'קי הירש) und Louis Blatt (לואי להב) bei.
1968 spielte er im Musical Er war ein Chassid (איש חסיד היה).
1970 zeichnete er zum ersten Mal, als Solist, seine Musik auf: Drei innerhalb von drei Millionen (שלושה מתוך שלושה מיליונים, schloscha mitoch schloscha millionim). Inspiriert wurde er durch die Musik von Bob Dylan.
Zu dieser Zeit zog er nach Tel Aviv. Im Rahmen der Hebraisierung (עברות, Iwrut) seines Namens hieß „Litowski“ nun „Litani“. Dann lernte er die israelische Sängerin Drora Hawkin (1934–1995) (דרורה חַבקין) kennen, die seine Partnerin wurde.
In den 1970er-Jahren komponierte er mehrere Lieder zu den Texten von Leah Goldberg, darunter Eines Tages werden sie wie eine Mauer zwischen uns stehen [Die verschwiegenen Handlungen und Emotionen] (יום בו יקום בינינו כחומה […] כל רגש), Mein Bach (נחל שלי), Und da war nichts zwischen uns außer Sonnenschein (ולֹא היה בינינו אלא זוהר), und übergab diese der Sängerin Cilla Dagan Katzman (1946–2004; צילה דגן-קצמן). Diese Songs waren in Bezug auf Sound und Stil innovativ und modern und eine Neuheit in der israelischen Pop-Welt.
1974 erarbeitete er eine Reihe von Duetten mit Sandra Johnson Bendor (סנדרה ג'ונסון בנדור) im Rahmen einer Radiosendung zu amerikanischen Volksliedern.
Mitte der 1970er Jahre sang er in zwei Aufführungen von Komödien/Satiren von Jehonatan Geffen (יהונתן גפן): Das ist alles inzwischen. Inzwischen ist das alles (זה הכול בינתיים בינתיים זה הכול) von 1974 und Leserbriefe (מכתבים למערכת) von 1976.
Er spielte insbesondere Gitarre und Mundharmonika. Er sang Coverversionen von Songs von Künstlern aus dem In- und Ausland, darunter Lieder von Shalom Hanoch (שלום חנוך), von Bob Dylan, der Nahal Brigade (להקת הנח"ל, Lahakat Hanachal), von Jehonatan Geffen und von Meir Ariel (מאיר אריאל). Er trat häufig auf mit Künstlern wie Ronnie Peterson, Shalom Hanoch und anderen auf.
Im März 1978 veröffentlichte er sein Debütalbum Warm (יחס חם).
1979 gab er ein Solokonzert mit dem Namen Zwischenzeit (זמן ביניים), mit Liedern zu den Texten von Jehuda Amichai, Rachel Schapira (רחל שפירא), Jehonatan Geffen und Natan Sach. 1980 trat Litani als Schauspieler und Sänger in der Musical-TV-Show Aluf Ba-Zlut we-Aluf Schum (אלוף בצלות ואלוף שום), einem Musical von Chaim Nachman Bialik, auf.
1992 kam sein Album Pufferzeit (תקופת החיץ) heraus. Im selben Jahr spielte er die Rolle des Czerniak in dem Film Life According to Agfa – Nachtaufnahmen von Assi Dajan. Er sang auch in dem Film An diesem Ort (במקום הזה); die Lieder wurden später für das nächste Album neu aufgenommen. 1993 erschien in den Kinos der Film Golem in einem Kreis (גולם במעגל); in diesem Film trat er als Schauspieler und Sänger auf.
Zusammen mit Danny Robas (דני רובס), Yoel Lerner (יואל לרנר) und Ori Harpaz (אורי הרפז) bildete er 1999 das Ensemble four by four (ארבע על ארבע).
2001 gab Litani ein gemeinsames Konzert mit Danny Robas und ein gemeinsames Konzert mit dem Blues-Gitarristen Ronnie Peterson. 2007 machte er eine Show zusammen mit dem amerikanischen Gitarristen Bucky Baxter. Diese enthielt Interpretationen von Dylans Songs neben Songs, die Litani selbst komponiert hatte.
Im Februar 2008 kam sein Doppelalbum Zwischensumme (סיכום ביניים) heraus. Der Inhalt bestand aus einer Dokumentation der Arbeiten aus den 1970er Jahren. Auf dem Album befand sich zudem die Single Etwas um einzuschlafen (ונישן קצת), geschrieben und komponiert von seinem Sohn Ron Litani. Die Single wurde auch im Radio gespielt.
Er arbeitete auch mit beim Synchronisieren von Kinderzeichentrickfilmen, darunter Das Dschungelbuch, Dumbo, Arielle, die Meerjungfrau, Gouverneur Ratcliffe, Pocahontas und Robin Hood.

## Diskografie

### Alben
- 1974: Säh ha-Kol bajintaim (זה הכול בינתיים; dt. Das ist alles inzwischen; en.:Ze Hakol Bayntaim)
- 1976: Michtawim l'ma'arechet (מכתבים למערכת; en.: Letters to the Editor)
- 1978: Jachas cham (יחס חם; en.: Very Together)
- 1978: Ha-basar ha-gadol (הבזאר הגדול; en.: Big Bazaar)
- 1980: Schamajim (שמיים; dt. Himmel; en.: Shamaim)
- 1992: T'kufat ha-Chaitz (תקופת החיץ; en.: Tkufat Hachaitz)
- 1994: Min-Out (מין-אאוט; en.: Sex Out)
- 1996: 1 דני ליטני
- 1997: דני ליטני 2
- 2008: Sikum benajim (סכום בינים; dt. Zwischensumme; en.: Interim Report)

### Singles (Auswahl)
- 1978: משבר אמון
- 1996: עד סוף הקיץ